# Sator Arepo tenet opera rotas
Sator Arepo tenet opera rotas лат. (изговор: сатор арепо тенет опера ротас). Сијач Арепо с муком држи кола. ( палиндром)

## Поријекло палиндрома
Изрека настала као  староримски  палиндром  .

## Односни палиндром
| „ | SATOR AREPO TENET OPERA ROTAS | ” |